# بروس (فلم)
بروس (بالإنجليزية: Bros) هو فيلم كوميدي رومانسي أمريكي، من إخراج نيكولاس ستولر، وسيناريو بيلي أيشنر، ومن إنتاج نيكولاس ستولر وجاد أباتاو. سيُعرض لأول مرة في مهرجان تورنتو السينمائي الدولي في سبتمبر 2022.

## روابط خارجية
- الموقع الرسمي
- مقالات تستعمل روابط فنية بلا صلة مع ويكي بيانات